# Maintain
Maintain ist eine deutsche Metalcoreband, die 1998 gegründet wurde. Sie haben eine Split-CD, eine EP, sowie sechs Studioalben veröffentlicht. Im Laufe der Jahre spielte die Band unzählige Konzerte in Deutschland, Belgien, Schweden, Niederlande, Dänemark, Österreich, Schweiz und traten im Vorprogramm verschiedener Bands wie As I Lay Dying, Killswitch Engage, Korn, Caliban, Neaera, Unearth und vielen anderen auf ihre Europa-Tourneen. Außerdem war Maintain Vorgruppe auf der Taste of Chaos und PersistenceTour. Darüber hinaus spielte die Band auf diversen Festivals wie zum Beispiel dem Reload Festival und das Pressure Festival.
Maintain steuerten einen Song sowohl zum Soundtrack des deutschen Films "Lauf der Dinge" als auch zum Soundtrack der kanadischen Fernsehserie "Todd and the Book of Pure Evil" bei. Aufgrund von Besetzungswechsel legten sie nach ihrer letzten Veröffentlichung "The Path", die 2013 über Swell Creek Records veröffentlicht wurde, und ihrer letzten Show im 2015 eine Pause ein.
2022 wurde die EP "This Hell Is Home" veröffentlicht. Seit 2023 ist die Band in neuer Besetzung auf Deutschland-Tournee.

Maintain Tourdaten 2023

## Diskografie
- 1999: First Strike
- 2001: Ignorance Is a Blessing
- 2003: Expand the Power
- 2005: Reveal Our Disguise to an Infinite Abyss
- 2007: With a Vengeance[5]
- 2011: Lifetimes
- 2013: The Path[6]
- 2022: This Hell Is Home (EP)

## Belege
1. ↑  Maintain – laut.de – Band. Abgerufen am 18. November 2021.
2. ↑  Caliban - 2. Song online • metal.de. 31. März 2006, abgerufen am 18. November 2021.
3. ↑  Reload Festival 2007 – Reload Festival – Sulingen. Abgerufen am 18. November 2021 (deutsch).
4. ↑  Maintain (6). Abgerufen am 18. November 2021.
5. ↑  Maintain – With A Vengeance (2007, CD). Abgerufen am 18. November 2021.
6. ↑  Maintain (6). Abgerufen am 18. November 2021.